# Czułówek
Czułówek – wieś w Polsce położona w województwie małopolskim, w powiecie krakowskim, w gminie Czernichów.
Wieś położona jest w mezoregionie zwanym Obniżeniem Cholerzyńskim w obrębie makroregionu Brama Krakowska.
W latach 1954–1961 wieś należała i była siedzibą władz gromady Czułówek, po jej zniesieniu w gromadzie Rybna. W latach 1975–1998 miejscowość administracyjnie należała do województwa krakowskiego.
Czułówek jest wsią o charakterze rolniczym. Najmniejsza pod względem liczby mieszkańców (420) w gminie Czernichów.
W Czułówku działa ponad stuletnia szkoła podstawowa im. Jana III Sobieskiego. Znajduje się tu również zbudowana w 1918 r. kaplica. Niedaleko znajduje się rezerwat Kajasówka. W okolicach Czułówka znajdują się pozostałości niemieckich fortyfikacji z okresu II wojny światowej, wzniesionych w 1944 roku. Wchodziły one w skład linii mających ochraniać Zagłębie Śląskie.
W miejscowości tej działa klub LKS „Błękitni” Czułówek, występujący w trzeciej grupie krakowskiej klasy "B" oraz jednostka OSP.
W południowej części wsi przebiega droga wojewódzka 780 Kraków – Chełm Śląski.